# Sunshine North
Sunshine North är en del av en befolkad plats i Australien. Den ligger i kommunen Brimbank och delstaten Victoria, omkring 13 kilometer väster om delstatshuvudstaden Melbourne.
Runt Sunshine North är det mycket tätbefolkat, med 1 361 invånare per kvadratkilometer.. Närmaste större samhälle är Melbourne, omkring 13 kilometer öster om Sunshine North. 
Runt Sunshine North är det i huvudsak tätbebyggt. Genomsnittlig årsnederbörd är 971 millimeter. Den regnigaste månaden är juni, med i genomsnitt 115 mm nederbörd, och den torraste är januari, med 34 mm nederbörd.